# Malacocoris chlorizans
Malacocoris chlorizans ist eine Wanzenart aus der Familie der Weichwanzen (Miridae).

## Merkmale
Die Wanzen werden 3,7 bis 4,2 Millimeter lang. Anhand der ziemlich weit vorne liegenden Facettenaugen und der grün gefleckten Hemielytren kann man die Art problemlos bestimmen.

## Vorkommen und Lebensraum
Die Art ist in Europa und nach Osten bis in die Kaspische Region verbreitet. Sie wurde durch den Menschen in Nordamerika eingeschleppt. In Deutschland und Österreich ist sie weit verbreitet und kommt im Süden häufiger als im Norden vor. Sie besiedelt Säume und Hecken und hält sich dort vor allem im Inneren der dicht belaubten Gehölze oder an halbschattigen Orten auf. Sie meidet direkte Sonneneinstrahlung.

## Lebensweise
Die Wanzen ernähren sich überwiegend räuberisch und leben auf Sträuchern und Bäumen, besonders an Gemeiner Hasel (Corylus avellana). Viel seltener sind sie auch an anderen Laubgehölzen wie etwa Erlen (Alnus), Ulmen (Ulmus), Weiden (Salix), Pappeln (Populus), Linden (Tilia), Äpfeln (Malus) oder Eichen (Quercus) anzutreffen. Sie saugen an Blattläusen, Blattflöhen und anderen kleinen Insekten und Milben, aber auch an Pflanzensäften. Die adulten Wanzen treten ab Ende Juli auf. Die Paarung erfolgt vor allem im August. Im September werden sie zunehmend seltener, Weibchen kann man vereinzelt bis in den Oktober antreffen. In Großbritannien treten zwei Generationen pro Jahr zwischen Mai und Oktober auf, in Mitteleuropa ist es nur eine. Die Weibchen kleben ihre Eier in Vertiefungen und Spalten an den Wirtspflanzen an.

## Belege